# (85168) Albertacentenary
(85168) Albertacentenary (1989 RC6) – planetoida z pasa głównego asteroid okrążająca Słońce w ciągu 5,69 lat w średniej odległości 3,19 j.a. Odkryta 2 września 1989 roku.